# Jacob Backer

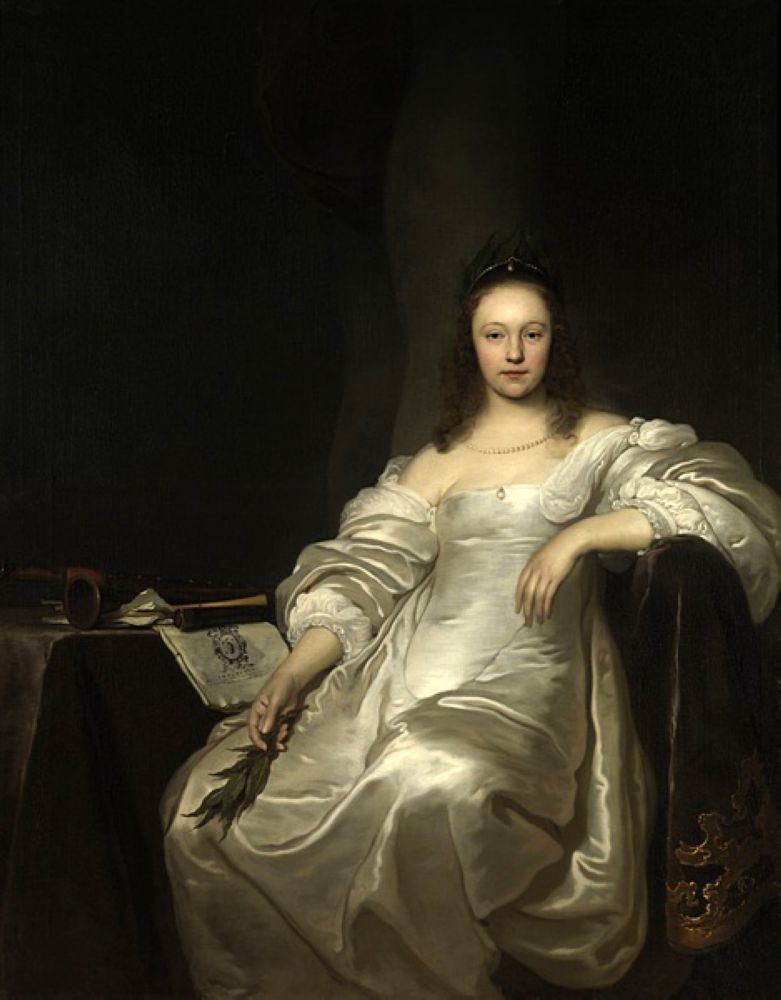
Porträtt av okänd dam

Jacob Adriaenszoon Backer, född omkring 1608, död 27 augusti 1651, var en holländsk konstnär.
Backer var elev till Rembrandt, och verksam i Amsterdam. Han målad främst monumentala porträtt och figurgrupper samt kompositioner med religiösa och mytologiska motiv.